# Trevor Smith (kampsportare)
Trevor Alan Smith, född 15 januari 1981 i Vancouver i Washington, är en amerikansk MMA-utövare som sedan 2013 tävlar i organisationen Ultimate Fighting Championship.